# Teresa Riera
Teresa Riera Madurell, née le 13 octobre 1950 à Barcelone, est une femme politique espagnole, également professeure d'université.

## Biographie
Teresa Riera est professeur d'informatique et d'intelligence artificielle à l'Université des îles Baléares (UIB).
En 1989, elle est élue au parlement des Îles Baléares, puis au parlement espagnol de 1996 à 2004, sous les couleurs du Parti socialiste ouvrier espagnol.
De 2004 elle est élue députée européenne, au sein du groupe Parti socialiste européen. Elle occupe ce poste jusqu'en 2014.